# Morogoro Rural (huyện)
Morogoro Rural là một huyện thuộc vùng Morogoro, Tanzania. Thủ phủ của huyện Morogoro Rural đóng tại Morogoro. Huyện Morogoro Rural có diện tích 11711 ki lô mét vuông. Đến thời điểm điều tra dân số ngày 25 tháng 8 năm 2002, huyện Morogoro Rural có dân số 263012 người.